# Циммерман, Иоганн Якоб

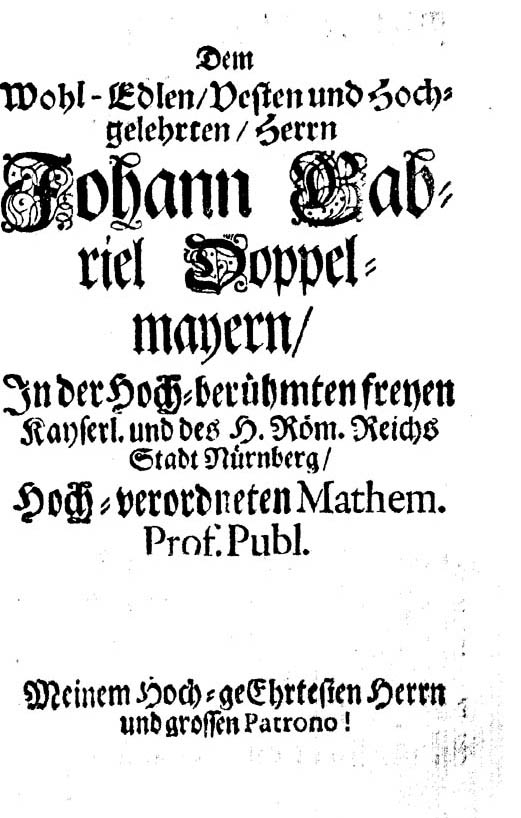
Scriptura S. Copernizans

Иоганн Якоб Циммерман (нем. Johann Jacob Zimmermann, 1644—1693) — немецкий нонконформистский богослов, милленарий, математик, астролог и астроном.

## Биография
Прослушав в Тюбингене курс богословия, математических и филологических наук, получил место дьякона. Познакомившись с мистическим учением Бёме, Циммерман начал ревностно пропагандировать его идеи, за что получил выговор от штутгартской консистории. После того Циммерман ещё резче стал нападать на протестантскую церковь, называя её господство пришествием Антихриста. Его отрешили от духовного сана. С тех пор он много скитался и перепробовал разные профессии: занимался преподаванием в Гейдельберге и Гамбурге, был корректором, изготовлял глобусы и всё время продолжал проповедовать свои религиозные идеи. Из многочисленных литературных работ Циммермана более замечательны: «Scriptura sancta copernicans», где доказывается, что теории Коперника и Кеплера не противоречат Свящ. Писанию; «Orhodoxia theosophiae teutonico-bohemianae»; «Logistica astronomo-logarithmica»; «Amphitheatrum orbis stellati»; «Coniglobium noctur nale stelligerum» (Гамбург, 1740).